# Salwinia
Salwinia, wiąśl (Salvinia Ség.) – rodzaj paproci wodnych należący do rodziny salwiniowatych (Salviniaceae). Należy do niego ok. 10–12 gatunków. Występują w wodach na wszystkich kontynentach z wyjątkiem obszarów pod wpływem klimatu chłodnego i polarnego. Najwięcej gatunków występuje w tropikach amerykańskich i afrykańskich. W Polsce tylko jeden gatunek – salwinia pływająca (Salvinia natans). Niektóre gatunki uprawiane są jako ozdobne w stawach i akwariach, niektóre zawleczone do południowej Afryki i południowej Azji stały się uciążliwymi gatunkami inwazyjnymi, szybko zarastającymi zbiorniki śródlądowe. Nazwa rodzaju upamiętnia Antonio Salviniego (1633–1722) – włoskiego botanika.

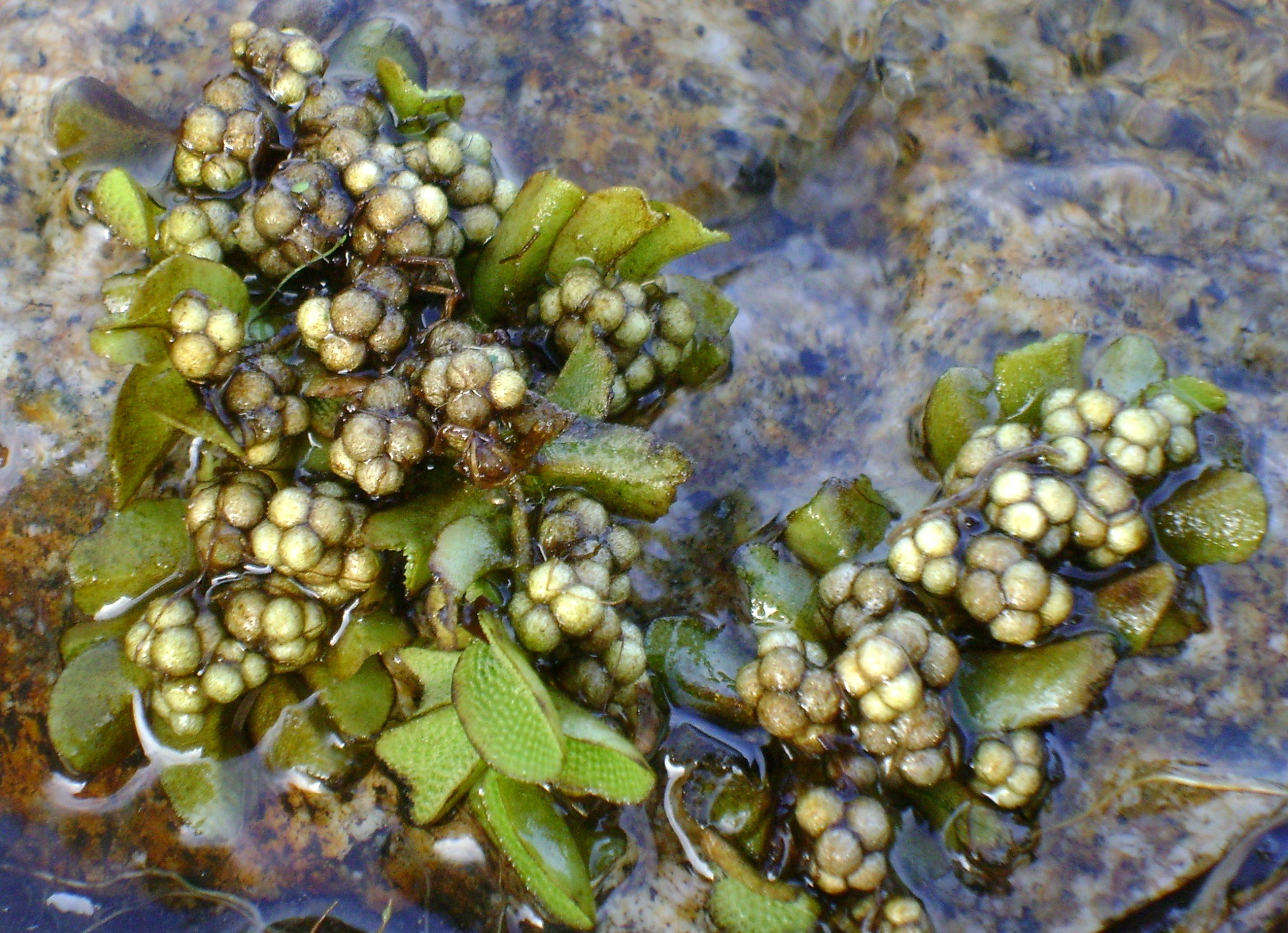
Kuliste sporokarpy na odwróconych pędach salwinii pływającej

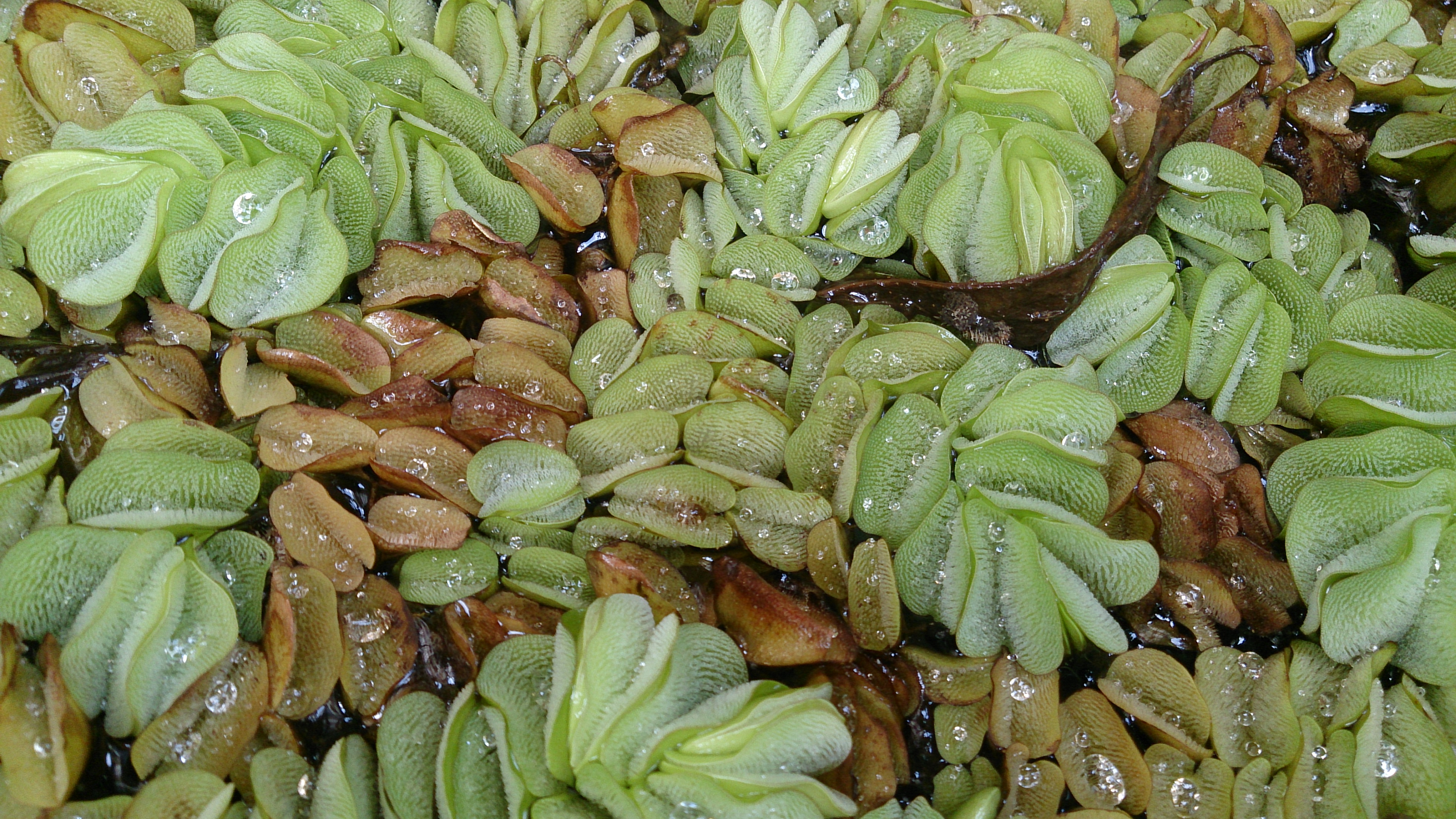
Salvinia molesta

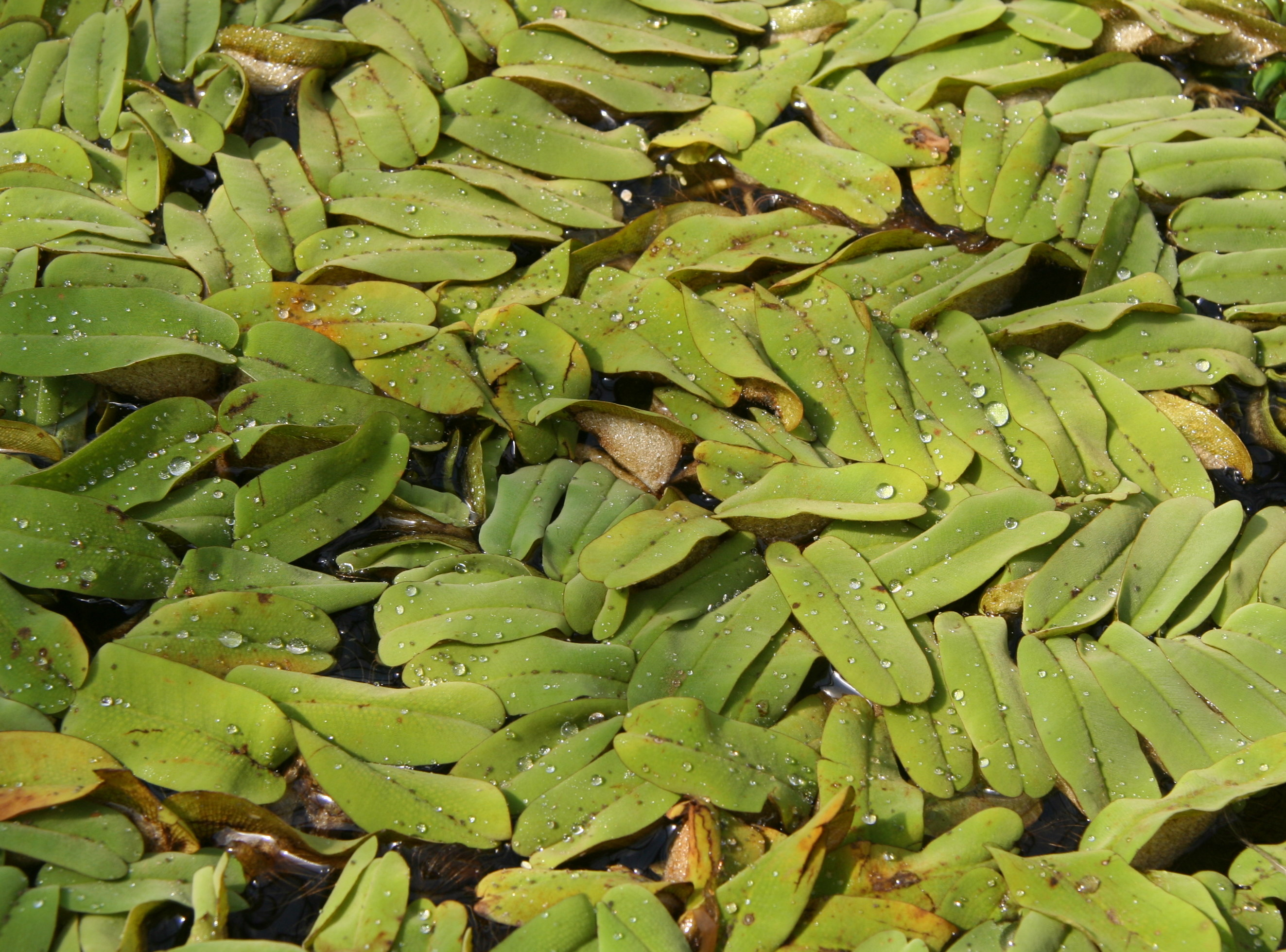
Salvinia oblongifolia

## Morfologia
PokrójPaprocie pływające, niewielkie (zwykle do 10 cm długości) o pędach nieregularnie rozgałęzionych w płaszczyźnie poziomej, okrytych ciemnobrązowymi włoskami. Rośliny nie wytwarzają korzeni.
LiścieWyrastają w okółkach po trzy, przy czym dwa są zielone i pływają na powierzchni wody, a trzeci jest zanurzony, silnie podzielony, pokryty licznymi włoskami – przypomina korzeń. Liście asymilacyjne siedzące lub krótkoogonkowe, całobrzegie, koliste lub owalne, złożone mniej lub bardziej wzdłuż osi. Z wierzchu pokryte są hydrofobowymi, sztywnymi włoskami, od dołu także blaszki pokryte są włoskami, ale te są hydrofilne. Wierzchnia strona liści w istocie jest ich dolną (odosiową stroną).
ZarodniePowstają w kulistych lub elipsoidalnych sporokarpach na liściu zanurzonym w dwóch rzędach wzdłuż centralnej żyłki przewodzącej.

## Rozwój
Rośliny jednoroczne.
Na odcinkach liścia podwodnego tworzą się kuliste sporokarpia, zawierające w swym wnętrzu pojedyncze zarodnie. Ściana sporokarpium zbudowana jest z dwóch warstw komórek rozdzielonych komorami powietrznymi i odpowiada zawijce (indusium). Zewnętrznie sporokarpia są do siebie podobne, jednakże część z nich zawiera liczne mikrosporangia i te noszą nazwę mikrosporokarpiów. Inne, tzw. makrosporokarpia, zawierają nieliczne makrosporangia. Zarodnie osadzone są na trzoneczkach i mają ściany zbudowane z jednej warstwy komórek, do której od strony wewnętrznej przylega warstwa wyściełająca (tapetum). W każdym mikrosporangium powstają 64 zarodniki (mikrospory), zaś w makrosporangium – 32 zarodniki, z których dojrzewa tylko jedna makrospora, a pozostałe degenerują. Z cytoplazmy powstającej z rozpuszczonej warstwy wyściełającej tworzy się piankowata substancja, zwana perysporem, która okrywa poszczególne zarodniki. Dojrzałe sporokarpia opadają na dno zbiornika wodnego i tu, po zgniciu ścian uwolnione zostają zarodnie, które wypływają na powierzchnię. Rozdzielnopłciowe przedrośla rozwijają się wewnątrz zarodników. W miarę wzrostu gametofitu pękają ściany zarodnika. 
Salwinie łatwo rozmnażają się wegetatywnie – ich pędy łatwo łamią się, a potomne odcinki dalej rosną. 

## Systematyka
Pozycja systematyczna i podział według Smitha i in. (2006) oraz systemu PPG I (2016)
Rodzaj siostrzany wobec azolli (Azolla) w obrębie rodziny salwiniowatych (Salviniaceae) w rzędzie salwiniowców (Salviniales).
Wykaz gatunków
- Salvinia auriculata Aubl. – salwinia uszasta
- Salvinia biloba Raddi
- Salvinia cucullata Bory
- Salvinia hastata Desv. – salwinia oszczepowata
- Salvinia martynii Kopp
- Salvinia minima Baker – salwinia mała
- Salvinia molesta D.Mitch. – salwinia uciążliwa[8], salwinia molesta[14]
- Salvinia natans (L.) All. – salwinia pływająca
- Salvinia nuriana de la Sota & Cassa
- Salvinia nymphellula Desv.
- Salvinia oblongifolia Mart.
- Salvinia sprucei Kuhn – salwinia Spruce’a

## Ekologia
Salwinia uciążliwa Salvinia molesta uznawana jest za jeden z najbardziej inwazyjnych gatunków roślin wodnych. Został zawleczony z Brazylii do wielu krajów tropikalnych. Występując masowo blokuje przepływ wód, ogranicza występowanie gatunków rodzimych, utrudnia żeglugę i użytkowanie rybackie wód. Jednym z biologicznych sposobów radzenia sobie z nadmiernie rozrastającą się salwinią jest ryjkowiec Cyrtobagous salviniae – owad żerujący na roślinach z tego rodzaju, pochodzący z Brazylii.